# Yari (włócznia)
Yari (jap. 槍 yari) – używana przez japońskich wojowników włócznia o długości od 1,5 do ok. 3–4 m, a nawet ponad 5 m. Zakończona krótkim (30–40 cm), prostym ostrzem o trzech krawędziach lub charakterystycznym "krzyżowym" ostrzem (z zamontowanymi w poprzek ostrza skrzydełkami zapobiegającymi zbyt głębokiemu wbiciu się yari w cel).
Drzewce yari wykonane było z drewna dębowego, otoczone listewkami bambusowymi i pokryte laką.
Yari początkowo była bronią japońskich jeźdźców, wraz z rozwojem sztuki wojennej w jej lżejsze (a z czasem również coraz dłuższe) odmiany wyposażono oddziały piesze.

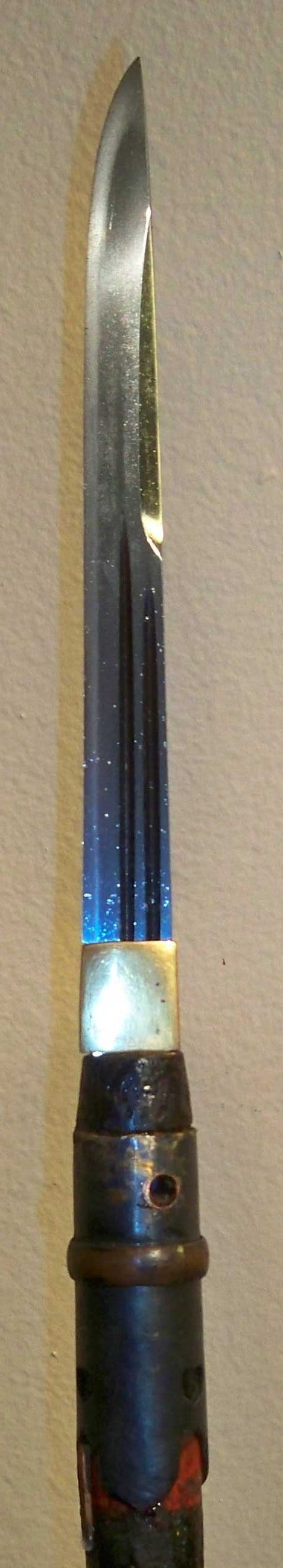
Kikuchi yari
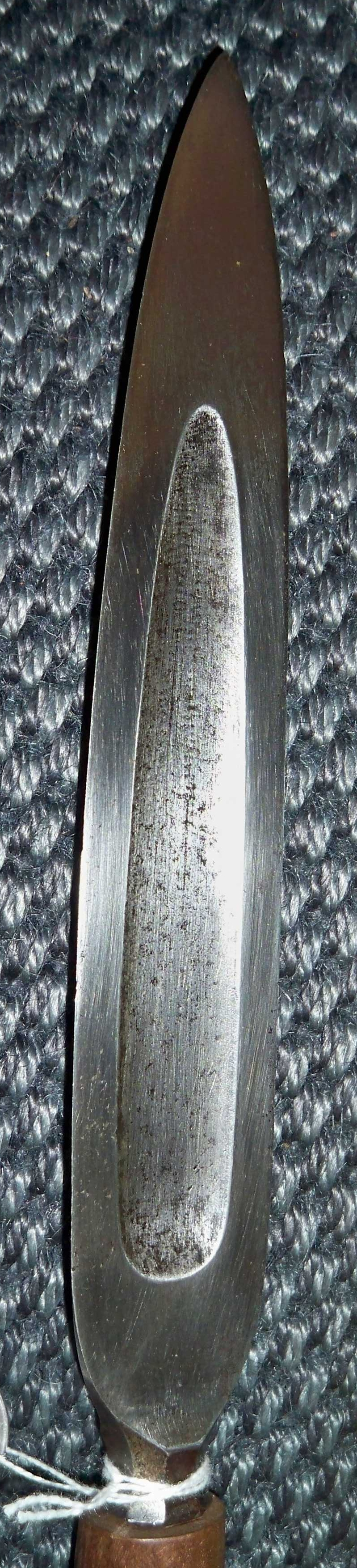
Sasaho yari
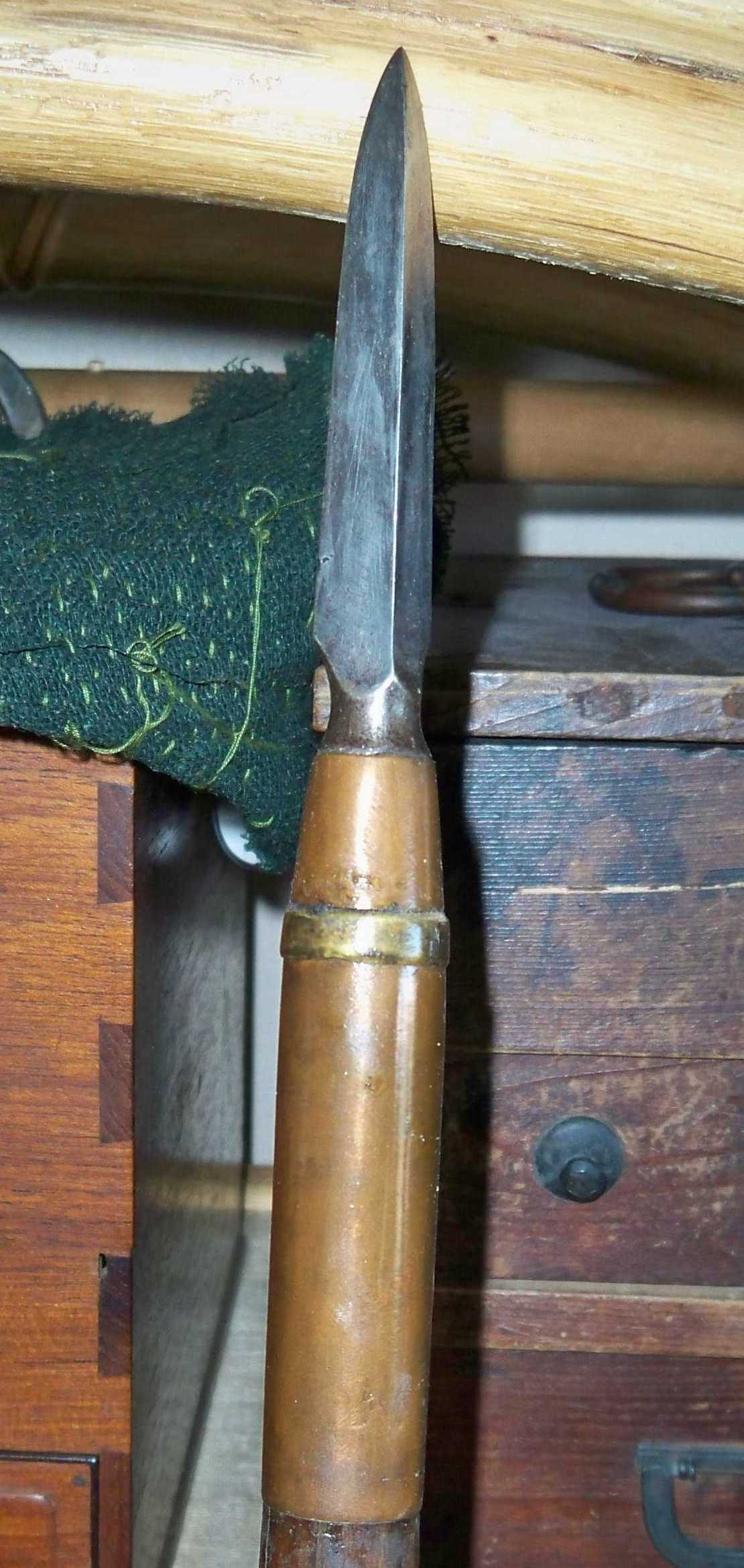
Sansaku yari
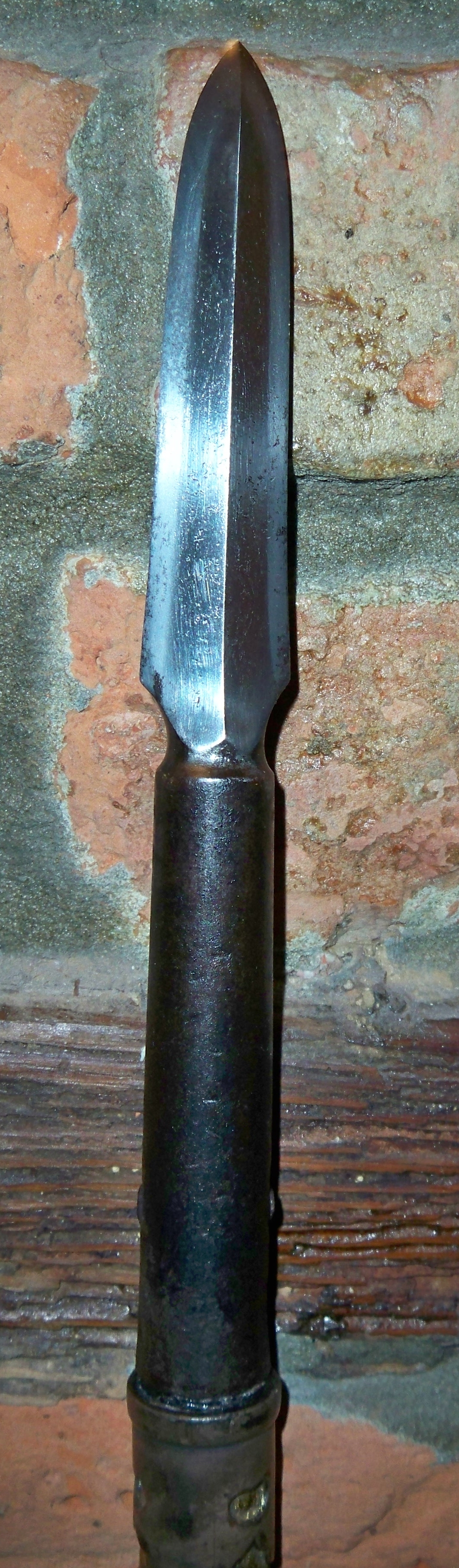
Ryō-shinogi fukuro yari
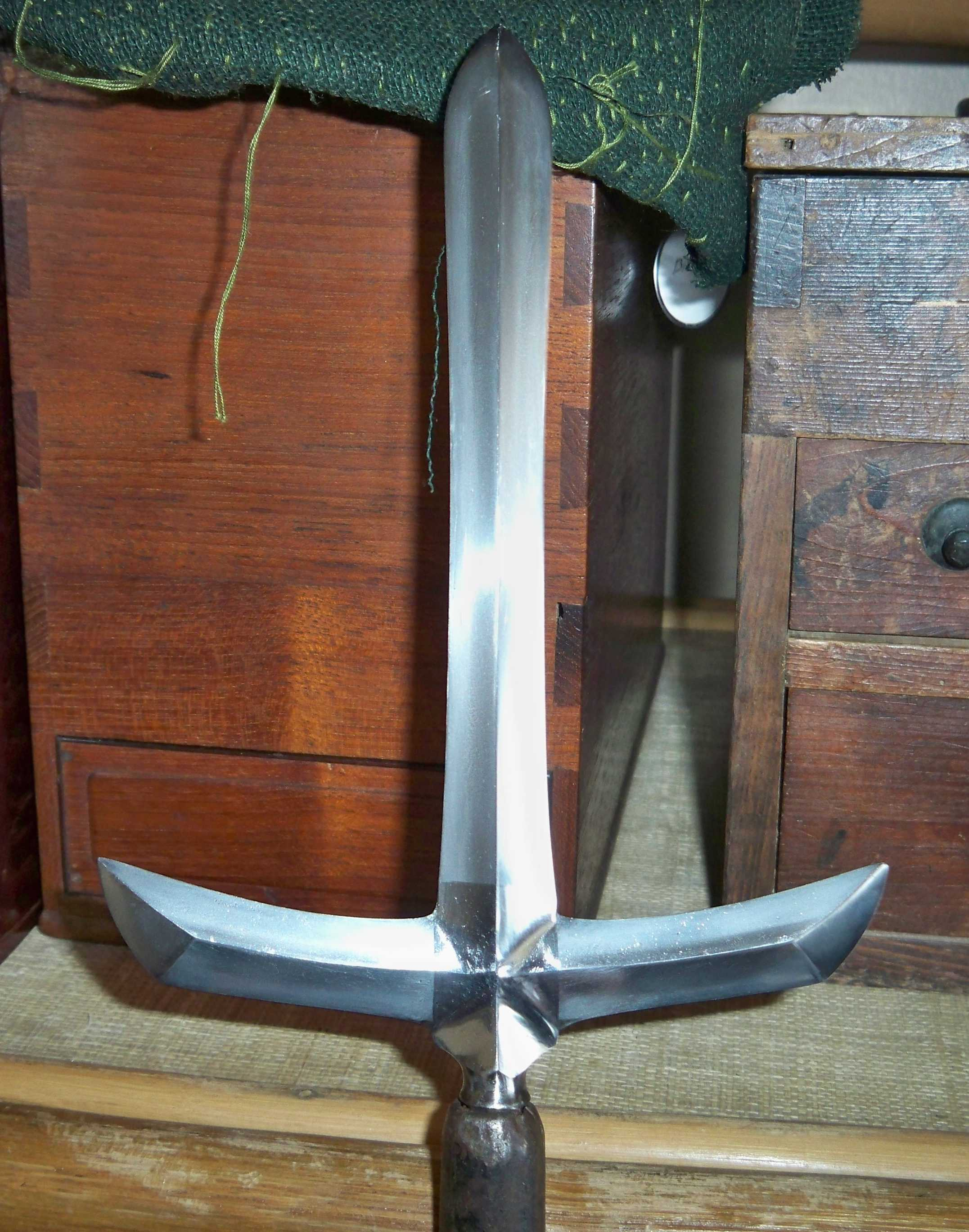
Jūmonji yari